# Мовчан Іван Михайлович
Іван Михайлович Мовчан (нар. 9 лютого 1964, с. Крикливець, Вінницької обл.) — український бізнесмен і політик, колишній голова Вінницької обласної державної адміністрації (з 24 грудня 2012 по 2 березня 2014).

## Біографічні відомості
Народився 9 лютого у селі Крикливець на Вінниччині в сім'ї колгоспників. Батько — Мовчан Михайло Омелянович (1936–2005), мати — Мовчан Параска Михайлівна, 1928 року народження, проживає у селі Крикливець.
У 1972–1981 навчався в Крикливицькій середній школі. Після закінчення школи з вересня 1981 року по квітень 1982 року працював теслярем ремонтно-механічного цеху на Вінницькому хімзаводі.
У 1982–1984 служив у лавах збройних сил Радянської Армії.
1984 року працював будівельником у будівельній бригаді села Жабокрич Крижопільського району Вінницької області.
У 1985 році вступив до Української сільськогосподарської академії, котру закінчив у 1991 році.
З листопада 1985 року обраний звільненим секретарем комсомольської організації колгоспу «Шляхом Леніна» села Жабокрич.
З квітня 1989 року працював заступником завідувача організаційним відділом Крижопільського райкому ЛКСМУ, того ж року обраний другим секретарем Крижопільського райкому ЛКСМУ. З липня 1991 року — перший секретар Крижопільського райкому ЛКСМУ.
У листопаді 1992 року створив мале приватне підприємство «Кряж», котре перереєстровано в приватне підприємство «Кряж», метою якого було здійснення виробничої, торгової, інвестиційної та іншої підприємницької діяльності. Протягом 17 років (1992–2010 рік) підприємство займалось оптово-роздрібною торгівлею шифером, цементом, азбестоцементними трубами, сільгосптехнікою, іншою продукцією промислового призначення, продуктами харчування власного виробництва (борошно, хлібобулочні вироби), продукцією тваринництва та постачання сировини, матеріалів для підприємств цементно-шиферної промисловості. Фінансово-господарська діяльність підприємства протягом 18 років з моменту утворення супроводжується значним поповненням державного і місцевого бюджетів, а також державних цільових фондів. Створено більше 5000 робочих місць.
З 2002 року обирався депутатом Вінницької обласної ради IV–V скликань.
У 2010 був призначений першим заступником голови облдержадміністрації Миколи Джиги. Після обрання Миколи Джиги до Верховної Ради 7-го скликання 24 грудня 2012 указом президента Віктора Януковича був призначений головою Вінницької облдержадміністрації.
2 березня 2014 виконувач обов'язків президента України Олександр Турчинов звільнив з посади голови обласної адміністрації.

## Нагороди
- Орден «За заслуги» I ст. (9 лютого 2014)[2], II ст. (24 серпня 2012)[3], III ст. (10 листопада 2008)[4]
- Заслужений працівник сільського господарства України (12 лютого 2003)[5]

## Сім'я
Дружина — Мовчан (Реплянчук) Ніна Дмитрівна, 1965 року народження. Син — Мовчан Роман Іванович, 1985 року народження, донька — Панько (Мовчан) Вікторія Іванівна, 1988 року народження.